# Irwin Winkler
Irwin Winkler (New York, 25 mei 1931) is een Amerikaanse filmproducer en regisseur. Hij regisseerde slechts zeven films, en viel vooral op als producer van films zoals onder meer Raging Bull (1980), Goodfellas (1990), Rocky (1976) en The Right Stuff (1983). Hij won in 1977 een Academy Award, toen Rocky (1976) uitgeroepen werd tot Beste Film.

## Biografie
Irwin Winkler werd in 1931 geboren in New York. Zijn vader heette Sol en zijn moeder Anna. Hij deed legerdienst en haalde in 1955 een bachelordiploma aan de Universiteit van New York.
Eind jaren 60 werkte hij vaak samen met Robert Chartoff en werd hij producer van een hele reeks Hollywood-films. Hij leerde ook Robert De Niro kennen, met wie hij ook zou samenwerken als regisseur. In 1977 werd Rocky (1976) genomineerd voor een Oscar in de categorie Beste Film. Winkler was producer van de film en won de Oscar. Voorlopig de enige die hij in zijn carrière won. Winkler zou ook producer worden van alle volgende Rocky-films.
In 1977 werd hij producer van de film New York, New York van regisseur Martin Scorsese. Ook met hem zou Winkler nog vaak samenwerken. Zo werd hij producer van Scorseses bekende film Raging Bull (1980) en werd hij voor een tweede keer genomineerd voor een Academy Award.
Pas in 1991 kroop hij voor het eerst zelf in de regiestoel. Hij regisseerde Guilty by Suspicion, met Robert De Niro in de hoofdrol. De film werd matig onthaald. Een jaar later regisseerde Winkler de remake Night and the City (1992) met opnieuw De Niro in de hoofdrol. De film werd een flop en wordt beschouwd als een van de slechtste films van De Niro.
In 2001 regisseerde hij Life as a House. De film werd goed onthaald en wordt gekenmerkt door een sterke cast die bestond uit onder meer Kevin Kline, Kristin Scott Thomas, Hayden Christensen en Jena Malone.
- Biblioteca Nacional de España: XX1261964
- Bibliothèque nationale de France: cb13901239z (data)
- Catàleg d'autoritats de noms i títols de Catalunya: 981058515287706706
- Gemeinsame Normdatei: 129614440
- International Standard Name Identifier: 0000 0000 7823 8749
- Library of Congress Control Number: n77006077
- MusicBrainz: 911b918e-8159-4c3c-81e4-8029bbe05c75
- Nationale Bibliotheek van Tsjechië: xx0025209
- Nationale Bibliotheek van Israël: 987007432637205171
- Nederlandse Thesaurus van Auteursnamen: 071442626
- SNAC: w6r533pq
- Système universitaire de documentation: 122091930
- Virtual International Authority File: 85457952
- WorldCat: E39PBJhddFqVw3gphYVMBdxdQq